# Dislocation mystérieuse
Dislocation mystérieuse je francouzský němý film z roku 1901. Režisérem je Georges Méliès (1861–1938). Film trvá zhruba dvě minuty.

## Děj
Pierot si v jeskyni sedne na stoleček a nechce se mu vstávat. Oddělí si své ruce, aby dosáhl na láhev a skleničku, které leží na stoličkách vedle něho, a potom je k sobě zase připojí. Poté co se napije a vrátí věci na místo, si chce zapálit dýmku, ale nemá čím, a tak si rozštěpí hlavu od zbytku těla a hlavu s fajfkou přiloží ke svíčce, která leží stejně jako sklenička na stoličce, která je nalevo od něj. Pierotovi se pak proti jeho vůli začnou pohybovat nohy, které se od jeho těla následně rozdělí a usadí na stoličky. Pierot je přivolá zpátky, aby se krátce nato celý rozkouskoval. Všechny části těla se opět sjednotí a Pierot se ukloní. Na závěr si urve svoji hlavu, odejde s ní v rukách a vrátí se pohromadě, aby si v jeskyni zahopsal.